# Valerio Agnoli
Pour les articles homonymes, voir Agnoli.
Valerio Agnoli (né le 6 janvier 1985 à Alatri, dans la province de Frosinone, Latium, en Italie) est un coureur cycliste italien, professionnel entre 2005 et 2019. 

## Biographie
Valerio Agnoli commence sa carrière professionnelle en 2005 au sein de l'équipe Naturino-Sapore di Mare, qui prend le nom d'Aurum Hotels en 2007. Cette équipe disparaît en fin d'année.
En 2008, il est recruté par l'équipe ProTour Liquigas. Il dispute cette année-là son premier grand tour, le Tour d'Espagne, dont il gagne avec ses coéquipiers la première étape, un contre-la-montre par équipes. En 2010, il est l'un des équipiers d'Ivan Basso lors de sa victoire au Tour d'Italie. Vincenzo Nibali, autre leader de la Liquigas-Doimo est troisième de ce Giro. L'équipe remporte également le contre-la-montre par équipes de la quatrième étape. En 2011, Agnoli dispute le Tour d'Italie, dont Nibali prend la deuxième place. En 2012, il prend la troisième place du Tour de Toscane et participe au Tour d'Italie aux côtés d'Ivan Basso.
En 2013, Agnoli est engagé par l'équipe kazakhe Astana, en compagnie de Vincenzo Nibali. Il aide ce dernier à remporter le Tour d'Italie,. Au printemps 2014, Agnoli dispute le Giro en tant qu'équipier de Michele Scarponi. Celui-ci perd ses chances de victoire dès la première étape de montagne, et c'est finalement Fabio Aru qu'Agnoli aide à monter sur le podium. Durant cette course, une chute lui cause des lésions au cartilage des côtes. Une nouvelle chute au Tour de Suisse lui fracture une omoplate. Il n'est pas sélectionné pour disputer le Tour de France aux côtés de Nibali, qui remporte cette course. La direction de l'équipe Astana lui annonce qu'elle ne souhaite pas le conserver dans son effectif en 2015. En août, Agnoli prend la huitième place du Tour du Danemark, où il est deuxième et troisième d'étapes, et la septième place du Tour de Burgos. Alors qu'il cherche un nouvel employeur, Astana décide finalement de lui proposer un contrat pour 2015.
Lauréat de la 1re étape du Tour du Trentin disputée en contre-la-montre par équipes, il enfile le maillot de leader de l'épreuve après avoir passé la ligne d'arrivée en première position,. Il perd ce maillot le lendemain au profit de Mikel Landa. Présent ensuite sur le Tour d'Italie en tant qu'équipier de Vincenzo Nibali, il chute au cours de la onzième étape et est notamment atteint d'une fracture au radius droit qui l'amène à renoncer à poursuivre le Giro le lendemain.
En 2017, il rejoint son chef de file et ami Vincenzo Nibali, sous son impulsion, dans la nouvelle équipe Bahrain-Merida. Il n'est pas conservé à l'issue de la saison 2019 et se retrouve sans contrat pour la saison 2020.

## Palmarès et classements mondiaux

### Palmarès amateur
- 2003
  - Giro della Lunigiana
  - 3e du Trofeo Emilio Paganessi
- 2004
  - 2e de la Coppa Varignana

### Palmarès professionnel
- 2005
  - 8e étape du Tour du lac Qinghai
  - 3e du Tour du lac Qinghai
- 2008
  - 1re étape du Tour d'Espagne (contre-la-montre par équipes)
- 2009
  - 3e du Mémorial Marco Pantani
- 2010
  - 4e étape du Tour d'Italie (contre-la-montre par équipes)
- 2012
  - 3e du Tour de Toscane
- 2015
  - 2e du Tour de Langkawi
- 2016
  - 1re étape du Tour du Trentin (contre-la-montre par équipes)

### Résultats sur les grands tours

#### Tour d'Italie
9 participations
- 2009 : 61e
- 2010 : 32e, vainqueur de la 4e étape (contre-la-montre par équipes)
- 2011 : 83e
- 2012 : 57e
- 2013 : 39e
- 2014 : 71e
- 2016 : non-partant (12e étape)
- 2017 : 110e
- 2019 : 93e

#### Tour d'Espagne
3 participations
- 2008 : 110e, vainqueur de la 1re étape (contre-la-montre par équipes)
- 2011 : 105e
- 2017 : 79e

### Classements mondiaux
| Année           | 2005 | 2006 | 2007 | 2008 | 2009 | 2010 | 2011 | 2012 | 2013 | 2014 | 2015 |
| --------------- | ---- | ---- | ---- | ---- | ---- | ---- | ---- | ---- | ---- | ---- | ---- |
| UCI World Tour  |      |      |      |      |      |      | 185e | nc   | 177e | nc   | nc   |
| UCI Asia Tour   | 26e  |      |      |      |      |      |      |      |      |      |      |
| UCI Europe Tour | 793e | 623e |      |      |      |      |      |      |      |      |      |

## Distinctions
- Oscar TuttoBici des juniors : 2003